# Oscar Pérez Rojas
Oscar Pérez Rojas (Città del Messico, 1º febbraio 1973) è un dirigente sportivo, allenatore di calcio ed ex calciatore messicano, di ruolo portiere, direttore sportivo del Cruz Azul. È il portiere professionista più anziano ad aver mai giocato nel Pachuca.
È soprannominato El Conejo (in lingua italiana Il Coniglio).
Il 9 dicembre 2017, all'età di 44 anni e 312 giorni, diviene il calciatore più anziano a giocare una partita di Coppa del mondo per club FIFA.

## Carriera

### Club
Inizia come terzino destro nelle giovanili dell'Atlante, e in occasione dell'infortunio del portiere titolare viene schierato come portiere dopo aver chiarito all'allenatore il suo ruolo.Trasferitosi al Cruz Azul, debutta grazie all'infortunio del titolare Alan Guadarrama, nella partita contemporanea as durante la stagione 1993-94, terminata 0-0. Tornato riserva di portieri come Norberto Scoponi, Carlos Briones e Nicolás Navarro, medita il trasferimento al Club León, ma con l'arrivo di Luis Fernando Tena torna titolare e vince il titolo del 1997.
Quando il Cruz Azul raggiunge la finale della Copa Libertadores 2001, Pérez è il portiere titolare e si guadagna la titolarità al mondiale di Corea del Sud-Giappone 2002; dopo questo buon periodo, la sua squadra vive un periodo non brillante in campionato, e Pérez ne risente perdendo la titolarità in nazionale, ma sia il portiere che la squadra si riprendono. Nonostante aver espresso il desiderio di terminare la carriera al Cruz Azul, nel 2008 si è trasferito ai Tigres de la U.A.N.L. per giocare il campionato di Apertura 2008. Dal 2013 è al Pachuca, tuttavia il suo cartellino rimane di proprietà del Cruz Azul che lo presta di anno in anno.
Ha segnato tre gol nonostante il suo ruolo di portiere, uno di questi con le giovanili della nazionale messicana, uno durante l'Apertura 2006 contro l'Estudiantes Tecos e uno il 29 aprile 2017 al 93' della partita fra il Pachuca e il Cruz Azul, di spalla. La sua bassa statura per il ruolo, solo 172 centimetri, è compensata da una grande capacità di salto, grazie alla quale si è guadagnato il soprannome di Conejo (coniglio).

### Nazionale
Conta 55 presenze in Nazionale tra il 1997 e il 2010. Ai Mondiali 2002 giocò quattro partite, e in quelli del 1998 e del 2006 fu un sostituto. Titolare in tutte le partite del Messico ai Mondiali 2010.

## Statistiche

### Presenze e reti nei club
Statistiche aggiornate al 28 luglio 2019.
| Stagione         | Squadra          | Campionato       | Campionato | Campionato     | Coppe nazionali | Coppe nazionali | Coppe nazionali | Coppe continentali | Coppe continentali | Coppe continentali | Altre coppe | Altre coppe | Altre coppe | Totale | Totale   | Totale |
| Stagione         | Squadra          | Comp             | Pres       | Reti           | Comp            | Pres            | Reti            | Comp               | Pres               | Reti               | Comp        | Pres        | Reti        | Pres   | Reti     |        |
| ---------------- | ---------------- | ---------------- | ---------- | -------------- | --------------- | --------------- | --------------- | ------------------ | ------------------ | ------------------ | ----------- | ----------- | ----------- | ------ | -------- | ------ |
| 1993-1994        | Cruz Azul        | PD               | 7          | ?              | CM              | -               | -               |                    | -                  | -                  | -           | -           | -           | 7      | ?        |        |
| 1994-1995        | Cruz Azul        | PD               | 20         | ?              | CM              | 2               | ?               |                    | -                  | -                  | -           | -           | -           | 22     | ?        |        |
| 1995-1996        | Cruz Azul        | PD               | 4          | ?              | CM              | 1               | ?               |                    | -                  | -                  | -           | -           | -           | 5      | ?        |        |
| 1996-1997        | Cruz Azul        | PD               | 9          | -16            | CM              | 0               | 0               | CC                 | 0                  | 0                  | -           | -           | -           | 9      | -16      |        |
| 1997-1998        | Cruz Azul        | PD               | 25+6       | -24 + -3       | -               | -               | -               | CC                 | 3                  | -5                 | -           | -           | -           | 34     | -32      |        |
| 1998-1999        | Cruz Azul        | PD               | 26+6       | -29 + -13      | PPL             | 3               | ?               | CC                 | 1                  | 0                  | -           | -           | -           | 36     | -45      |        |
| 1999-2000        | Cruz Azul        | PD               | 33+6       | -48 + -6       | PPL             | 3               | ?               |                    | -                  | -                  | -           | -           | -           | 42     | -55      |        |
| 2000-2001        | Cruz Azul        | PD               | 30+2       | -42 + -2       | PPL             | 3               | ?               | CPL+CL             | 4+14               | -3 + -15           | -           | -           | -           | 53     | -69      |        |
| 2001-2002        | Cruz Azul        | PD               | 29+4       | -47 + -3       | PPL             | 3               | ?               |                    | -                  | -                  | -           | -           | -           | 36     | -50      |        |
| 2002-2003        | Cruz Azul        | PD               | 35+4       | -47 + -8       | PPL             | 2               | ?               | CPL+CL             | 2+9                | ? + -10            | -           | -           | -           | 52     | -65      |        |
| 2003-2004        | Cruz Azul        | PD               | 36+10      | -63 + -10      | -               | -               | -               | -                  | -                  | -                  | -           | -           | -           | 46     | -73      |        |
| 2004-2005        | Cruz Azul        | PD               | 23+4       | -36 + -9       |                 | -               | -               | -                  | -                  | -                  | -           | -           | -           | 27     | -45      |        |
| 2005-2006        | Cruz Azul        | PD               | 23+4       | -27 + -4       | IL              | 3               | -7              | -                  | -                  | -                  | -           | -           | -           | 30     | -38      |        |
| 2006-2007        | Cruz Azul        | PD               | 34+5       | -37; 1 + -7    | IL              | 1               | -3              | -                  | -                  | -                  | -           | -           | -           | 40     | -47; 1   |        |
| 2007-2008        | Cruz Azul        | PD               | 27+4       | -33 + -9       | IL              | 3               | -1              | -                  | -                  | -                  | -           | -           | -           | 34     | -43      |        |
| 2008-2009        | Tigres UANL      | PD               | 28+2       | -30 + -2       | IL              | 2               | -4              | -                  | -                  | -                  | -           | -           | -           | 32     | -36      |        |
| 2009-2010        | Jaguares         | PD               | 30         | -41            | IL              | 2               | -2              | -                  | -                  | -                  | -           | -           | -           | 32     | -43      |        |
| 2010-2011        | Necaxa           | PD               | 34         | -45            | -               | -               | -               | -                  | -                  | -                  | -           | -           | -           | 34     | -45      |        |
| 2011-2012        | San Luis         | PD               | 31         | -45            | -               | -               | -               | -                  | -                  | -                  | -           | -           | -           | 31     | -45      |        |
| 2012-2013        | San Luis         | PD               | 31         | -42            | CM              | 2               | -2              | -                  | -                  | -                  | -           | -           | -           | 33     | -44      |        |
| Totale San Luis  | Totale San Luis  | Totale San Luis  | 62         | -87            |                 | 2               | -2              |                    | -                  | -                  |             | -           | -           | 64     | -89      |        |
| 2013-2014        | Pachuca          | PD               | 34+6       | -39 + -11      | CM              | 0               | 0               | -                  | -                  | -                  | -           | -           | -           | 40     | -50      |        |
| 2014-2015        | Pachuca          | PD               | 34+6       | -39 + -9       | CM              | 0               | 0               | CCL                | 4                  | -7                 | -           | -           | -           | 44     | -55      |        |
| 2015-2016        | Pachuca          | PD               | 31+6       | -46 + -6       | CM              | 0               | 0               | -                  | -                  | -                  | CdC         | 1           | -1          | 38     | -53      |        |
| 2016-2017        | Pachuca          | PD               | 32+2       | -35; 1 + -2    | CM              | 0               | 0               | CCL                | 0                  | 0                  | -           | -           | -           | 34     | -37; 1   |        |
| 2017-2018        | Pachuca          | PD               | 12         | -18            | CM              | 5               | -4              | -                  | -                  | -                  | Cmc         | 2           | -1          | 19     | -23      |        |
| 2018-2019        | Pachuca          | PD               | 2          | -3             | CM              | 8               | -6              | -                  | -                  | -                  |             | -           | -           | 10     | -9       |        |
| Totale Pachuca   | Totale Pachuca   | Totale Pachuca   | 145+20     | -180; 1 + -28  |                 | 13              | -10             |                    | 4                  | -7                 |             | 3           | -2          | 185    | -227; 1  |        |
| 2019-2020        | Cruz Azul        | PD               | 1          | -1             | CM              | -               | -               |                    | -                  | -                  | -           | -           | -           | 1      | -1       |        |
| Totale Cruz Azul | Totale Cruz Azul | Totale Cruz Azul | 362+55     | -450; 1 + -74  |                 | 24              | -11             |                    | 33                 | -33                |             | -           | -           | 474    | -568; 1  |        |
| Totale carriera  | Totale carriera  | Totale carriera  | 661+77     | -833; 2 + -104 |                 | 43              | -29             |                    | 37                 | -40                |             | 3           | -2          | 821    | -1008; 2 |        |

### Cronologia presenze e reti in nazionale
| Cronologia completa delle presenze e delle reti in nazionale ― Messico | Cronologia completa delle presenze e delle reti in nazionale ― Messico | Cronologia completa delle presenze e delle reti in nazionale ― Messico | Cronologia completa delle presenze e delle reti in nazionale ― Messico | Cronologia completa delle presenze e delle reti in nazionale ― Messico | Cronologia completa delle presenze e delle reti in nazionale ― Messico | Cronologia completa delle presenze e delle reti in nazionale ― Messico | Cronologia completa delle presenze e delle reti in nazionale ― Messico |
| Data                                                                   | Città                                                                  | In casa                                                                | Risultato                                                              | Ospiti                                                                 | Competizione                                                           | Reti                                                                   | Note                                                                   |
| ---------------------------------------------------------------------- | ---------------------------------------------------------------------- | ---------------------------------------------------------------------- | ---------------------------------------------------------------------- | ---------------------------------------------------------------------- | ---------------------------------------------------------------------- | ---------------------------------------------------------------------- | ---------------------------------------------------------------------- |
| 16-12-1997                                                             | Riyad                                                                  | Brasile                                                                | 3 – 2                                                                  | Messico                                                                | Conf. Cup 1997 - 1º turno                                              | -3                                                                     |                                                                        |
| 4-2-1998                                                               | Oakland                                                                | Messico                                                                | 4 – 2                                                                  | Trinidad e Tobago                                                      | Gold Cup 1998 - 1º turno                                               | -2                                                                     |                                                                        |
| 7-2-1998                                                               | Oakland                                                                | Honduras                                                               | 0 – 2                                                                  | Messico                                                                | Gold Cup 1998 - 1º turno                                               | -                                                                      |                                                                        |
| 12-2-1998                                                              | Los Angeles                                                            | Messico                                                                | 1 – 0 gg                                                               | Giamaica                                                               | Gold Cup 1998 - Semifinale                                             | -                                                                      |                                                                        |
| 15-2-1998                                                              | Los Angeles                                                            | Stati Uniti                                                            | 0 – 1                                                                  | Messico                                                                | Gold Cup 1998 - Finale                                                 | -                                                                      |                                                                        |
| 3-6-1998                                                               | Città del Messico                                                      | Messico                                                                | 0 – 0                                                                  | Arabia Saudita                                                         | Amichevole                                                             | -                                                                      |                                                                        |
| 18-11-1998                                                             | Los Angeles                                                            | Messico                                                                | 2 – 2 (3 – 5 dtr)                                                      | Guatemala                                                              | Amichevole                                                             | -2                                                                     |                                                                        |
| 13-3-1999                                                              | San Diego                                                              | Stati Uniti                                                            | 1 – 2                                                                  | Messico                                                                | Amichevole                                                             | -1                                                                     |                                                                        |
| 14-4-1999                                                              | Monterrey                                                              | Messico                                                                | 0 – 0                                                                  | Ecuador                                                                | Amichevole                                                             | -                                                                      | 46’                                                                    |
| 16-6-1999                                                              | Seul                                                                   | Croazia                                                                | 2 – 1                                                                  | Messico                                                                | Amichevole                                                             | -2                                                                     |                                                                        |
| 13-10-1999                                                             | Chicago                                                                | Messico                                                                | 0 – 1                                                                  | Paraguay                                                               | Amichevole                                                             | -1                                                                     |                                                                        |
| 5-2-2000                                                               | Hong Kong                                                              | Messico                                                                | 1 – 0                                                                  | Giappone                                                               | Amichevole                                                             | -                                                                      |                                                                        |
| 8-2-2000                                                               | Hong Kong                                                              | Rep. Ceca                                                              | 2 – 1                                                                  | Messico                                                                | Amichevole                                                             | -2                                                                     |                                                                        |
| 13-2-2000                                                              | San Diego                                                              | Messico                                                                | 4 – 0                                                                  | Trinidad e Tobago                                                      | Gold Cup 2000 - 1º turno                                               | -                                                                      |                                                                        |
| 20-2-2000                                                              | San Diego                                                              | Messico                                                                | 1 – 2 dts                                                              | Canada                                                                 | Gold Cup 2000 - Quarti di finale                                       | -2                                                                     |                                                                        |
| 5-7-2000                                                               | Monterrey                                                              | Messico                                                                | 2 – 1                                                                  | Venezuela                                                              | Amichevole                                                             | -1                                                                     |                                                                        |
| 27-9-2000                                                              | San Jose                                                               | Messico                                                                | 1 – 0                                                                  | Bolivia                                                                | Amichevole                                                             | -                                                                      | 46’                                                                    |
| 31-1-2001                                                              | Los Angeles                                                            | Messico                                                                | 2 – 3                                                                  | Colombia                                                               | Amichevole                                                             | -2                                                                     | 46’                                                                    |
| 1-7-2001                                                               | Città del Messico                                                      | Messico                                                                | 1 – 0                                                                  | Stati Uniti                                                            | Qual. Mondiali 2002                                                    | -                                                                      |                                                                        |
| 12-7-2001                                                              | Cali                                                                   | Messico                                                                | 1 – 0                                                                  | Brasile                                                                | Coppa America 2001 - 1º turno                                          | -                                                                      |                                                                        |
| 22-7-2001                                                              | Pereira                                                                | Messico                                                                | 2 – 0                                                                  | Perù                                                                   | Coppa America 2001 - Quarti di finale                                  | -                                                                      | 67’                                                                    |
| 25-7-2001                                                              | Pereira                                                                | Messico                                                                | 2 – 1                                                                  | Uruguay                                                                | Coppa America 2001 - Semifinale                                        | -1                                                                     |                                                                        |
| 29-7-2001                                                              | Bogotà                                                                 | Colombia                                                               | 1 – 0                                                                  | Messico                                                                | Coppa America 2001 - Finale                                            | -1                                                                     |                                                                        |
| 23-8-2001                                                              | Veracruz                                                               | Messico                                                                | 5 – 4                                                                  | Liberia                                                                | Amichevole                                                             | -4                                                                     |                                                                        |
| 2-9-2001                                                               | Kingston                                                               | Giamaica                                                               | 1 – 2                                                                  | Messico                                                                | Qual. Mondiali 2002                                                    | -1                                                                     |                                                                        |
| 5-9-2001                                                               | Città del Messico                                                      | Messico                                                                | 3 – 0                                                                  | Trinidad e Tobago                                                      | Qual. Mondiali 2002                                                    | -                                                                      |                                                                        |
| 7-10-2001                                                              | San José                                                               | Costa Rica                                                             | 0 – 0                                                                  | Messico                                                                | Qual. Mondiali 2002                                                    | -                                                                      |                                                                        |
| 31-10-2001                                                             | Puebla                                                                 | Messico                                                                | 4 – 1                                                                  | El Salvador                                                            | Amichevole                                                             | -                                                                      | 57’                                                                    |
| 11-11-2001                                                             | Città del Messico                                                      | Messico                                                                | 3 – 0                                                                  | Honduras                                                               | Qual. Mondiali 2002                                                    | -                                                                      |                                                                        |
| 14-11-2001                                                             | Siviglia                                                               | Spagna                                                                 | 1 – 0                                                                  | Messico                                                                | Amichevole                                                             | -1                                                                     | 86’                                                                    |
| 13-2-2002                                                              | Phoenix                                                                | Jugoslavia                                                             | 2 – 1                                                                  | Messico                                                                | Amichevole                                                             | -2                                                                     |                                                                        |
| 13-3-2002                                                              | San Antonio                                                            | Messico                                                                | 4 – 0                                                                  | Turchia                                                                | Amichevole                                                             | -                                                                      |                                                                        |
| 3-4-2002                                                               | Denver                                                                 | Stati Uniti                                                            | 1 – 0                                                                  | Messico                                                                | Amichevole                                                             | -1                                                                     |                                                                        |
| 17-4-2002                                                              | East Rutherford                                                        | Bulgaria                                                               | 0 – 1                                                                  | Messico                                                                | Amichevole                                                             | -                                                                      | 46’                                                                    |
| 12-5-2002                                                              | Città del Messico                                                      | Messico                                                                | 2 – 1                                                                  | Colombia                                                               | Amichevole                                                             | -1                                                                     | 77’                                                                    |
| 16-5-2002                                                              | San Francisco                                                          | Messico                                                                | 1 – 0                                                                  | Bolivia                                                                | Amichevole                                                             | -                                                                      | 72’                                                                    |
| 3-6-2002                                                               | Niigata                                                                | Croazia                                                                | 0 – 1                                                                  | Messico                                                                | Mondiali 2002 - 1º turno                                               | -                                                                      |                                                                        |
| 9-6-2002                                                               | Sendai                                                                 | Messico                                                                | 2 – 1                                                                  | Ecuador                                                                | Mondiali 2002 - 1º turno                                               | -1                                                                     |                                                                        |
| 13-6-2002                                                              | Ōita                                                                   | Italia                                                                 | 1 – 1                                                                  | Messico                                                                | Mondiali 2002 - 1º turno                                               | -1                                                                     | 84’                                                                    |
| 17-6-2002                                                              | Jeonju                                                                 | Stati Uniti                                                            | 2 – 0                                                                  | Messico                                                                | Mondiali 2002 - Ottavi di finale                                       | -2                                                                     |                                                                        |
| 20-8-2003                                                              | East Rutherford                                                        | Messico                                                                | 1 – 3                                                                  | Perù                                                                   | Amichevole                                                             | -3                                                                     |                                                                        |
| 27-6-2004                                                              | Aguascalientes                                                         | Messico                                                                | 8 – 0                                                                  | Dominica                                                               | Qual. Mondiali 2006                                                    | -                                                                      |                                                                        |
| 26-1-2005                                                              | San Diego                                                              | Messico                                                                | 0 – 0                                                                  | Svezia                                                                 | Amichevole                                                             | -                                                                      |                                                                        |
| 9-2-2005                                                               | San Jose                                                               | Costa Rica                                                             | 1 – 2                                                                  | Messico                                                                | Qual. Mondiali 2006                                                    | -1                                                                     |                                                                        |
| 23-2-2005                                                              | Culiacán                                                               | Messico                                                                | 1 – 1                                                                  | Svezia                                                                 | Amichevole                                                             | -1                                                                     | 71’                                                                    |
| 9-3-2005                                                               | Los Angeles                                                            | Messico                                                                | 1 – 1                                                                  | Argentina                                                              | Amichevole                                                             | -1                                                                     |                                                                        |
| 6-6-2009                                                               | San Salvador                                                           | El Salvador                                                            | 2 – 1                                                                  | Messico                                                                | Qual. Mondiali 2010                                                    | -2                                                                     |                                                                        |
| 10-6-2009                                                              | Città del Messico                                                      | Messico                                                                | 2 – 1                                                                  | Trinidad e Tobago                                                      | Qual. Mondiali 2010                                                    | -1                                                                     |                                                                        |
| 10-5-2010                                                              | Chicago                                                                | Messico                                                                | 1 – 0                                                                  | Senegal                                                                | Amichevole                                                             | -                                                                      |                                                                        |
| 24-5-2010                                                              | Londra                                                                 | Inghilterra                                                            | 3 – 1                                                                  | Messico                                                                | Amichevole                                                             | -3                                                                     |                                                                        |
| 3-6-2010                                                               | Bruxelles                                                              | Italia                                                                 | 1 – 2                                                                  | Messico                                                                | Amichevole                                                             | -1                                                                     | 66’                                                                    |
| 11-6-2010                                                              | Johannesburg                                                           | Sudafrica                                                              | 1 – 1                                                                  | Messico                                                                | Mondiali 2010 - 1º turno                                               | -1                                                                     |                                                                        |
| 17-6-2010                                                              | Polokwane                                                              | Francia                                                                | 0 – 2                                                                  | Messico                                                                | Mondiali 2010 - 1º turno                                               | -                                                                      |                                                                        |
| 22-6-2010                                                              | Rustenburg                                                             | Messico                                                                | 0 – 1                                                                  | Uruguay                                                                | Mondiali 2010 - 1º turno                                               | -1                                                                     |                                                                        |
| 27-6-2010                                                              | Johannesburg                                                           | Argentina                                                              | 3 – 1                                                                  | Messico                                                                | Mondiali 2010 - Ottavi di finale                                       | -3                                                                     |                                                                        |
| Totale                                                                 |                                                                        | Presenze                                                               | 55                                                                     |                                                                        | Reti                                                                   | -52                                                                    |                                                                        |

## Palmarès

### Club

#### Competizioni nazionali
- Campionato messicano: 2

Cruz Azul: Invierno 1997
Pachuca:  Clausura 2016
- Coppa del Messico: 1

Cruz Azul: 1996-1997

#### Competizioni internazionali
- CONCACAF Champions' Cup/Champions League: 3

Cruz Azul: 1996, 1997
Pachuca: 2016-2017

### Nazionale
- Gold Cup: 3

1998, 2003, 2009
- Confederations Cup: 1

1999